# Zamarada azona
Zamarada azona là một loài bướm đêm trong họ Geometridae.